# На тајном каналу
„На тајном каналу” је југословенска телевизијска серија снимљена 1961. године у продукцији Телевизије Београд.

## Улоге
| Глумац                  | Улога                     |
| ----------------------- | ------------------------- |
| Ђокица Милаковић        | Мајстор Ђока (1 еп. 1961) |
| Милутин Мића Татић      | Мајстор Мица (1 еп. 1961) |
| Радмило Ћурчић          | Ћуре (1 еп. 1961)         |
| Љубомир Дидић           | Љуба (1 еп. 1961)         |
| Душан Кандић            | Канда (1 еп. 1961)        |
| Бранка Митић            | Бранка (1 еп. 1961)       |
| Жарко Митровић          | Жарко (1 еп. 1961)        |
| Михајло Бата Паскаљевић | Бата (1 еп. 1961)         |
| Жељка Рајнер            | Жељка (1 еп. 1961)        |
| Александар Стојковић    | Аца (1 еп. 1961)          |
| Михајло Викторовић      | Мика (1 еп. 1961)         |
| Предраг Лаковић         | (непознат број епизода)   |
| Зоран Лонгиновић        | (непознат број епизода)   |
| Миливоје Мића Томић     | (непознат број епизода)   |

Комплетна ТВ екипа ▼
| Редитељ         | Радивоје Лола Ђукић | (1 еп. 1961)                   |
| Сценариста      | Радивоје Лола Ђукић | (1 еп. 1961)                   |
| Сценариста      | Новак Новак         | (1 еп. 1961)                   |
| Композитор      | Богољуб Сребрић     | (1 еп. 1961)                   |
| Сценограф       | Драгољуб Лазаревић  | (1 еп. 1961)                   |
| Костимограф     | Јелисавета Гобецки  | (1 еп. 1961)                   |
| Помоћник режије | Арса Милошевић      | помоћник редитеља (1 еп. 1961) |
| Остала екипа    | Нада Петернек       | секретар режије (1 еп. 1961)   |